# Haloclina

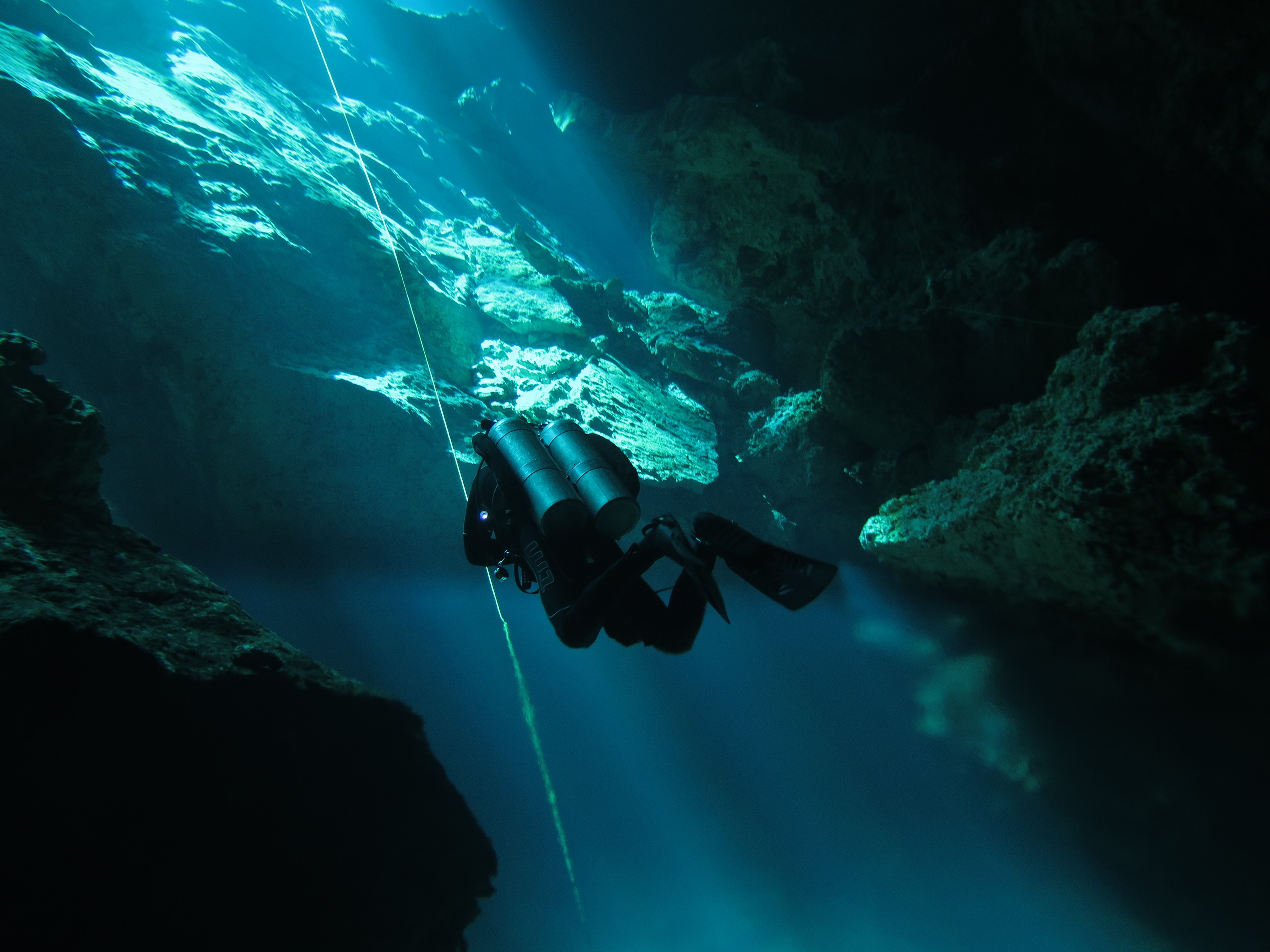
Haloclina visible en el cenote Chac Mool. El agua más densa y fría del Atlántico está en la parte inferior y el agua provinente de los ríos encima.

La haloclina es una capa de la columna de agua en la que la salinidad del agua cambia rápidamente con la profundidad.
Una haloclina puede ser permanente, como es la que se produce en la desembocadura de un río, o efímera, como lo es la que se produce tras una intensa lluvia en el mar. En ambos casos, el agua dulce flota y se sitúa en la zona más superficial, al ser menos densa que el agua marina, que tiene sales disueltas. En los cenotes del Yucatán, es frecuente que el agua marina penetre en los sistemas fluviales subterráneos, produciendo una haloclina que puede aparecer entre los 10 y los 60 m de profundidad, dependiendo de la distancia a la costa y de la topografía del propio sistema kárstico.
Al analizar la columna de agua del océano se observa que hay fluctuaciones en la salinidad que en general producen una curva salinidad-temperatura con un patrón típico. En ella, la salinidad en las aguas más superficiales es alta, debido a los procesos de evaporación. Al aumentar la profundidad, va descendiendo hasta llegar a los 500 o 1000 m, dependiendo de la latitud, donde la salinidad alcanza su valor mínimo, y que es el lugar donde se sitúa la haloclina oceánica. A partir de ahí, la salinidad aumenta suavemente con la profundidad.
- Datos: Q1540292
- Multimedia: Haloclines / Q1540292